# An Xuân (Quảng Nam)
An Xuân is een phường van Tam Kỳ, de hoofdstad van de provincie Quảng Nam.
Op de grens met Trường Xuân ligt het station Tam Kỳ. De grens wordt hier bepaald door de Spoorlijn Hanoi - Ho Chi Minhstad.